# Voltati Eugenio
Voltati Eugenio è un film del 1980, diretto da Luigi Comencini, con protagonisti l'esordiente Francesco Bonelli (tredicenne all'epoca) e Dalila Di Lazzaro.

## Trama
Eugenio è un bambino di dieci anni, figlio di due sessantottini la cui unione inizia a scricchiolare fin dopo la sua nascita, per poi terminare in una consensuale vita separata. I due erano figli dei fiori, incapaci di costruire e mantenere una relazione stabile, e così il piccolo Eugenio viene trattato da loro e dai parenti più prossimi quasi come se fosse un pacco da scaricare. Il bambino cresce così con un forte senso di abbandono e solitudine, che in alcuni casi si riflette con atteggiamenti di ribellione, in altri con timorose richieste d'affetto.

## Riconoscimenti
- David di Donatello 1981
  - Miglior musicista - Fiorenzo Carpi